# Ruisrock
Ruisrock (рус. Руисрок) — один из старейших в Европе фестивалей рок-музыки open-air, проводимый ежегодно в июле в городе Турку (на острове Руиссало) в Финляндии.

## История

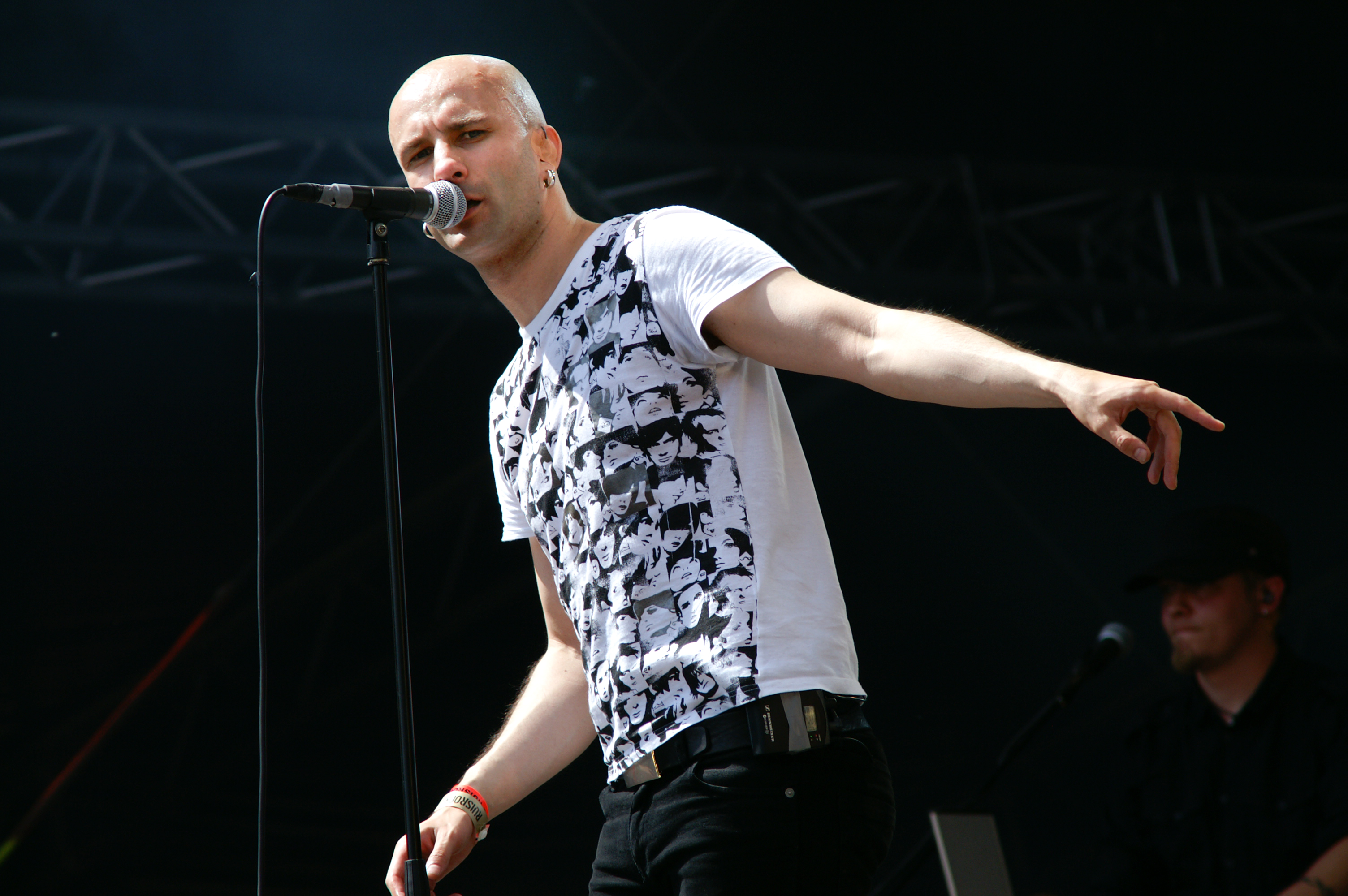
Herra Ylppö

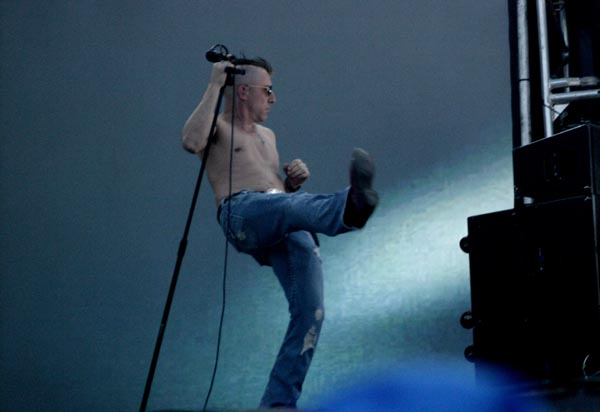
Мэйнард Джеймс Кинан в 2006

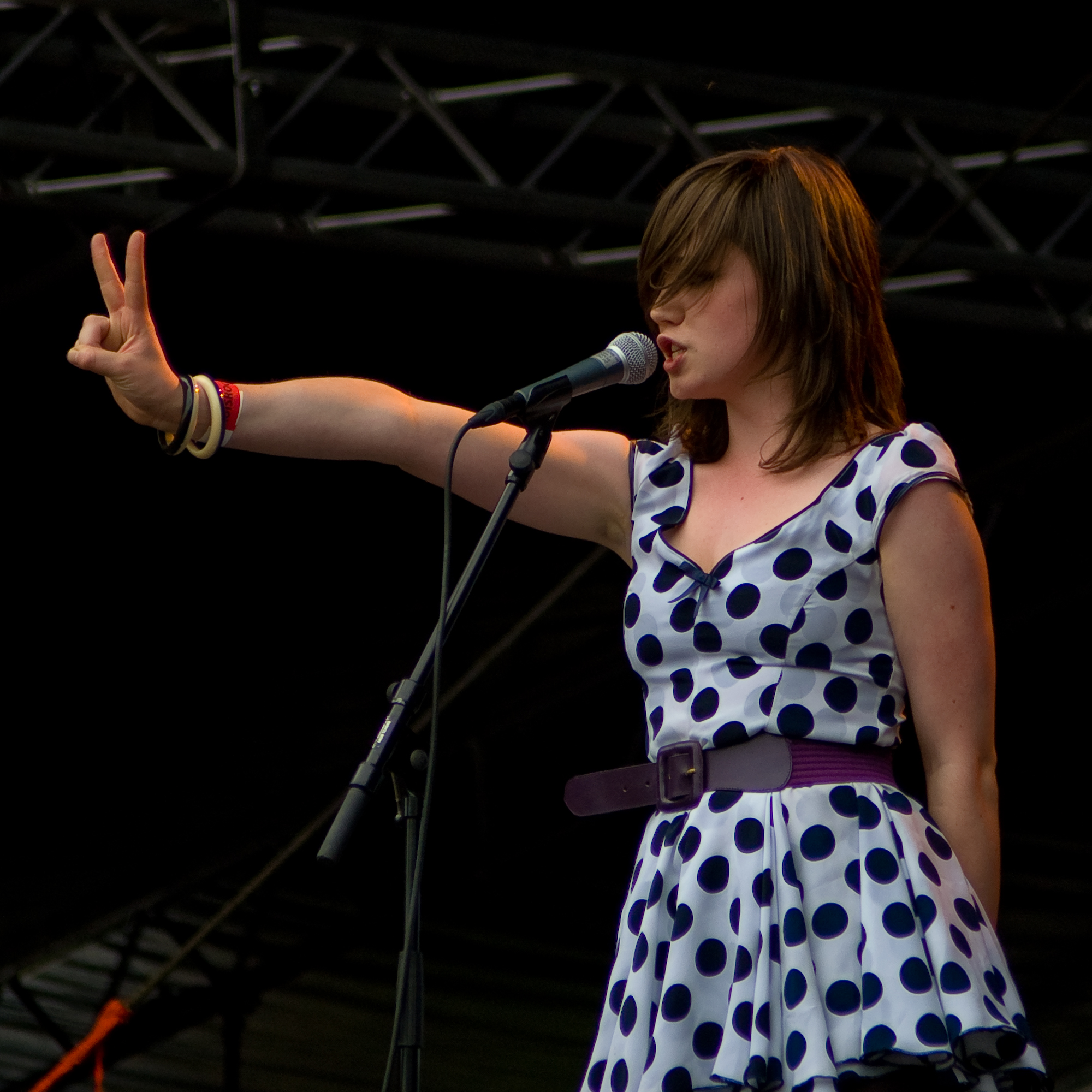
Pipettes в 2007

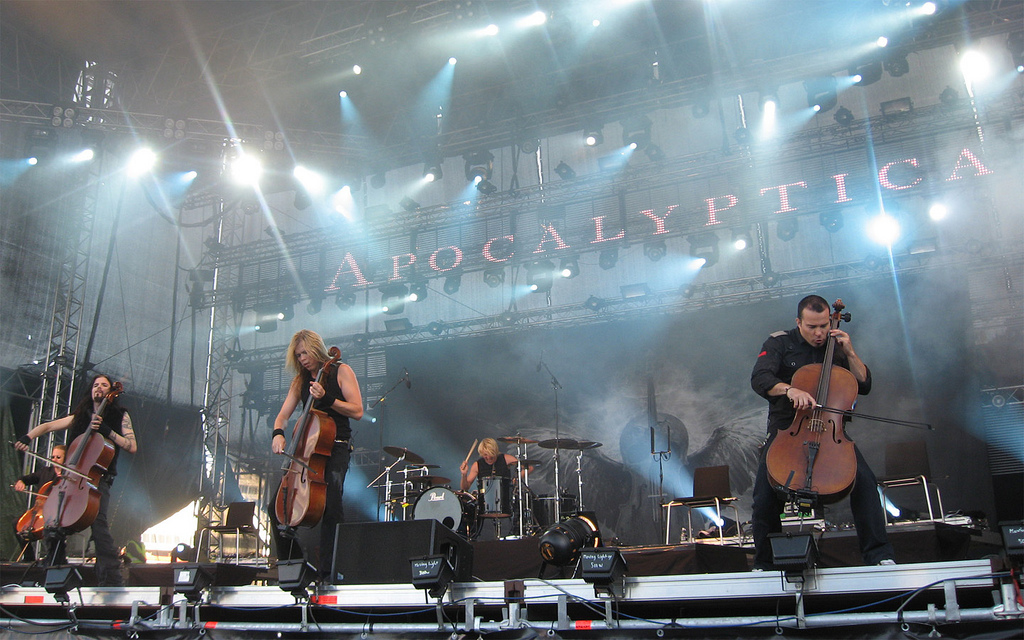
Apocalyptica на Ruisrock в 2008

Является вторым по старшинству из рок-фестивалей после фестиваля «Вудсток». Проводится с 1970 года на острове Руиссало в городе Турку и собирает десятки тысяч поклонников рок-музыки.
Первый фестиваль собрал 38 тысяч зрителей (рекорд — 95 тысячи посетителей за три дня в 2015 году). Ежегодное число посетителей фестивальных дней составляет в среднем около 70 тысяч человек.
Особенностью рок-фестиваля, заслужившей признание зрителей, является «хэви-караоке» для тех, кто хочет исполнять хиты вместе с любимыми рок-группами.
В последние годы учредители фестиваля предлагают бесплатные билеты и транспортировку посетителям, чей возраст превысил 70 лет.
1972

Среди выступивших звёзд — Uriah Heep.
1974

В качестве хэд-лайнера выступила Nazareth.
1976

Выступление Чака Берри.
1978

Среди выступивших — Uriah Heep.
1990

Среди выступивших звёзд — Боб Дилан.
1992

Один из хэд-лайнеров — Nirvana.
1994

Выступление группы Aerosmith
1996

На фестивале выступила группа Red Hot Chili Peppers
1997

Прошёл 29 июля 1997 года. Среди хэд-лайнеров фестиваля — Sting, David Bowie, Nick Cave and the Bad Seeds, Pet Shop Boys, а также Vennaskond.
1998

Среди выступивших — певица Björk.
2005

На фестивале выступала немецкая группа Rammstein на концертах которой присутствовала 71 тысяча зрителей. Выступали также Paradise Lost, HIM и Nightwish.
2006
Фестиваль проходил 7-9 июля 2006 года, а среди выступавших были группа Lordi — победители «Евровидения-2006» и «New York Dolls» из США.
2008

Прозвучали выступления местных команд — Nightwish (их полуночный концерт собрал более 20 тысяч зрителей); группа HIM (выступают только два раза в год: новогоднее выступление было в Хельсинки и второе в 2008 году — Ruisrock). Открытиями фестиваля были — Hanoi Rocks, Von Hertzen Brothers и Apulanta. Закрывало последний день выступление группы Apocalyptica.
2009

Число зрителей за три фестивальных дня составило 92 тысячи человек. Среди выступавших были Slipknot, Disturbed, Faith No More, Mew, In Flames, Volbeat, Glasvegas, The Sounds, а также местные финские группы Children of Bodom, HIM, Eppu Normaali, Tehosekoitin включая заключительный концерт с The Crash.
2010

В год, когда фестиваль отмечал своё 40-летие, среди выступавших были Slash и Ozzy Osbourne, Arch Enemy, Billy Talent, The Baseballs, The Sounds и Rise Against.
2011

8 — 10 июля 2011 года. Среди выступивших коллективов и исполнителей были:
- The Prodigy (Великобритания),
- The National (США),
- Fleet Foxes (США),
- Bullet for My Valentine (Великобритания),
- Hurts (Великобритания),
- Primus (США),
- Robyn (Швеция),
- Anna Calvi (Великобритания),
- Bring Me the Horizon (Великобритания),
- Carpark North (Дания),
- Isobel Campbell and Mark Lanegan (США),
- Nekromantix (США),
- Sabaton (Швеция),
- Amorphis,
- Apulanta,
- Happoradio,
- Jätkäjätkät,
- Jenni Vartiainen,
- Jukka Poika & Sound Explosion Band,
- Kotiteollisuus,
- Paleface,
- Pariisin Kevät,
- PMMP,
- Raappana & Sound Explosion Band,
- Scandinavian Music Group,
- Uusi Fantasia,
- Von Hertzen Brothers

2012

6 — 8 июля 2012 года Только 7 июля фестиваль посетило 30 тысяч зрителей.
За три дня фестивальной программы выступили:
- Bloc Party
- The Cardigans
- Nightwish
- Apocalyptica
- The Mars Volta
- Pulp
- Two Door Cinema
- Club
- Explosions In the Sky
- Children of Bodom
- Jimmy Cliff
- Metronomy
- Refused
- Suicidal Tendencies
- Veronica Maggio
- Apulanta
- PMMP
- Mustasch
- Stam1na
- Regina
- Azealia Banks
- Scandinavian Music Group
- Eppu Normaali
- Fintelligens
- Pariisin Kevät
- Von Hertzen Brothers
- Chisu
- Herra Ylppö & Ihmiset
- French Films
- Rival Sons
- Michael Monroe
- Huoratron
- Notkea Rotta
- Robin

2013

Фестиваль состоялся 5—7 июля 2013 года. Хедлайнерами программы стали финская рок-группа HIM, а также британские поп-дуэты Hurts и Pet Shop Boys. Всего на фестивале выступило 63 музыкальных коллектива и исполнителя. Концерты прошли на пяти сценах.
2014

Фестиваль прошёл с 4 по 6 июля 2014 года. В день открытия фестиваля, собравшего 35 тысяч зрителей, перед публикой выступили финский рэпер Cheek, звезда французской танцевальной музыки David Guetta и американская панк-группа The Offspring. В общей сложности фестиваль посетили 93 тысячи слушателей.
2015

Фестиваль прошёл с 3 по 5 июля 2015 года. В пятницу и субботу фестиваль посетило 70 тысяч человек, а в воскресенье — 25 тысяч. На фестивале выступили американец Фаррел Уильямс и английская певица Эли Голдинг, группы Haloo Helsinki, Pertti Kurikan Nimipäivät и другие.
2016

Фестиваль прошёл с 8 по 10 июля 2016 года. По сообщениям полиции, было зафиксированы два случая изнасилования в мобильных туалетных кабинах. Число слушателей, посетивших концерты, составило рекордное число — 100 тысяч.
2018

Прошёл с 6 по 8 июля. Среди выступавших Sunrise Avenue, Dua Lipa.
2019

С 5 по 7 июля на концерты фестиваля было продано 100 тысяч билетов, а среди выступивших был рэпер Трэвис Скотт.